# ميغيل أرياس كانيت
ميغيل أرياس كانيت هو قانوني وسياسي إسباني، ولد في 24 فبراير 1950 في مدريد في إسبانيا. نشط حزبياً في الحزب الشعبي.

## مناصب
- انتخب المفوض الأوروبي للعمل المناخي [الإنجليزية]‏.
- انتخب المفوض الأوروبي للطاقة [الإنجليزية]‏.
- انتخب  (28 مايو 1995 – 27 أبريل 2000).
- انتخب عضو مجلس الشيوخ الإسباني  [لغات أخرى]‏ عن دائرة Cádiz (Senate constituency) [الإنجليزية]‏ خلال فترته النيابية  [لغات أخرى]‏ (12 مارس 2000 – 20 يناير 2004).
- انتخب Minister for Agriculture, Fisheries and Food ‏ (27 أبريل 2000 – 18 أبريل 2004).
- انتخب Minister of Agriculture, Food and Environment ‏ (22 ديسمبر 2011 – 28 أبريل 2014).
- انتخب ممثل الجمعية البرلمانية لمجلس أوروبا [الإنجليزية]‏ لترشحه ضمن قائمة إسبانيا، (21 يونيو 2004 – 23 يناير 2012).
- انتخب رئيس اللجنة المشتركة للاتحاد الأوروبي ‏ (3 يونيو 2008 – 27 سبتمبر 2011).
- انتخب عضو في البرلمان الأوروبي عن دائرة إسبانيا لترشحه ضمن قائمة الحزب الشعبي، وقد انضم خلال فترته النيابية (1986 – 24 يوليو 1989) للكتلة البرلمانية كتلة حزب الشعب الأوروبي.
- في انتخابات البرلمان الأوروبي 1989، انتخب عضو في البرلمان الأوروبي عن دائرة إسبانيا لترشحه ضمن قائمة الحزب الشعبي، وقد انضم خلال فترته النيابية (25 يوليو 1989 – 18 يوليو 1994) للكتلة البرلمانية كتلة حزب الشعب الأوروبي.
- في انتخابات البرلمان الأوروبي 1994، انتخب عضو في البرلمان الأوروبي عن دائرة إسبانيا لترشحه ضمن قائمة الحزب الشعبي، وقد انضم خلال فترته النيابية (19 يوليو 1994 – 19 يوليو 1999) للكتلة البرلمانية كتلة حزب الشعب الأوروبي.
- في الانتخابات العمومية الإسبانية 2011 [الإنجليزية]‏، انتخب عضو مجلس النواب الإسباني  [لغات أخرى]‏ عن دائرة مدريد [الإنجليزية]‏ خلال فترته النيابية  [لغات أخرى]‏ (29 نوفمبر 2011 – 1 يوليو 2014).
- في الانتخابات العمومية الإسبانية 2008 [الإنجليزية]‏، انتخب عضو مجلس النواب الإسباني  [لغات أخرى]‏ عن دائرة مدريد [الإنجليزية]‏ خلال فترته النيابية  [لغات أخرى]‏ (24 مارس 2008 – 13 ديسمبر 2011).
- في الانتخابات العمومية الإسبانية 2004 [الإنجليزية]‏، انتخب عضو مجلس النواب الإسباني  [لغات أخرى]‏ عن دائرة قادس [الإنجليزية]‏ خلال فترته النيابية  [لغات أخرى]‏ (25 مارس 2004 – 1 أبريل 2008).
- انتخب عضو برلمان أندلوسيا ‏ عن دائرة Cádiz (Parliament of Andalusia constituency) [الإنجليزية]‏ (23 مايو 1982 – 22 يونيو 1986).
- في الانتخابات العمومية الإسبانية 1982 [الإنجليزية]‏، انتخب عضو مجلس الشيوخ الإسباني  [لغات أخرى]‏ عن دائرة Cádiz (Senate constituency) [الإنجليزية]‏ خلال فترته النيابية  [لغات أخرى]‏ (28 أكتوبر 1982 – 23 أبريل 1986).
- انتخب المفوض الأوروبي للعمل المناخي والطاقة ‏ (1 نوفمبر 2014 – ).
- في انتخابات البرلمان الأوروبي 2014، انتخب عضو في البرلمان الأوروبي عن دائرة إسبانيا لترشحه ضمن قائمة الحزب الشعبي، وقد انضم خلال فترته النيابية (1 يوليو 2014 – 31 أكتوبر 2014) للكتلة البرلمانية كتلة حزب الشعب الأوروبي.